# Фаринголарингеальный рефлюкс
Фа́ринголарингеа́льный рефлю́кс (ФЛР; синоним:  гортаноглоточный рефлюкс (англ. laryngopharyngeal reflux)) — заброс (рефлюкс) содержимого желудка или двенадцатиперстной кишки через пищевод и верхний пищеводный сфинктер в глотку и гортань. Кроме того, фаринголарингеальным рефлюксом называется патологическое состояние, связанное с воздействием рефлюксата на слизистую оболочку глотки и гортани.
Наиболее частыми симптомами ФЛР являются охриплость, которая наблюдается у 71 % больных, кашель — у 51 %, ком в горле — у 47 %, желание «прочистить горло» — у 42 %. ФЛР может играть важную роль в развитии таких заболеваний и состояний глотки и гортани как: узелки голосовых складок, функциональные нарушения голосового аппарата, контактные язвы и гранулемы, отек Рейнке, рубцовый стеноз гортани, рецидивирующий респираторный папилломатоз и другие.

## pH-метрические критерии ФЛР
У специалистов отсутствует единый подход в отношении критериев pH-метрического диагностики определения фаринголарингеального рефлюкса. Существуют следующие варианты определения ФЛР:
- наличие хотя бы одного эпизода рефлюкса в глотку с pH < 4,0;
- наличие хотя бы одного эпизода рефлюкса в глотку с pH < 5,0 (считая, что уровень pH = 5 более соответствует для выявления ФЛР в связи с действием нейтрализующих факторов, таких как слюна и секрет слизистой оболочки верхних дыхательных путей);
- наличие 3-х эпизодов ФЛР в течение суток считается соответствующим норме;
- ФЛР определяется, как резкое снижение pH менее 4,0 в глотке в вертикальном или горизонтальном положении тела, происходящее сразу после снижения pH в нижнем отделе пищевода и не связанное с приемом пищи;
- наличие хронической патологии гортани и хотя бы один эпизод ФЛР.[2]